# Alto Paraná (Brésil)
Pour les articles homonymes, voir Alto Paraná.
Alto Paraná est une municipalité brésilienne de la microrégion de Paranavaí dans l’État du Paraná.